# Bruno de Keyzer
Bruno de Keyzer (Maintenon, 11 agosto 1949 – Villerville, 25 giugno 2019) è stato un direttore della fotografia francese.

## Biografia
Bruno de Keyzer inizia la propria carriera cinematografica a metà degli anni settanta come assistente nella troupe di Sven Nykvist, per Luna nera di Louis Malle e L'inquilino del terzo piano di Roman Polański. Lavora poi con Pasqualino De Santis (Il diavolo probabilmente di Robert Bresson), Robert Fraisse (Madame Claude di Just Jaeckin) e Bernard Zitzermann (L'école est finie di Olivier Nolin).
Dopo aver curato la fotografia di alcuni cortometraggi e di videoclip musicali per Marianne Faithfull, esordisce come direttore della fotografia di un lungometraggio cinematografico con Una domenica in campagna (1984), diretto da Bertrand Tavernier, conquistandosi il Premio César per la migliore fotografia e iniziando una collaborazione che prosegue per altri tre film del regista: Round Midnight - A mezzanotte circa (1986), Il quarto comandamento (1987) e La vita e niente altro (1989). Il sodalizio professionale si ricompone poi a distanza di vent'anni, con L'occhio del ciclone - In the Electric Mist (2009) e La princesse de Montpensier (2010).
Dalla fine degli anni ottanta lavora regolarmente anche all'estero, in particolare nel Regno Unito, dove collabora tra gli altri con Thaddeus O'Sullivan, Mark Peploe, Gerard Stembridge. Lavora anche con il tedesco Volker Schlöndorff (L'orco) e il messicano Arturo Ripstein (La reina de la noche).

## Riconoscimenti
- Premio César per la migliore fotografia
  - vincitore:
    - 1985: Una domenica in campagna

  - candidato:
    - 1990: La vita e niente altro
    - 2011: La princesse de Montpensier

## Filmografia
- Le cachot, regia di Michel Sibra (1982) - cortometraggio
- Scarface, regia di Serge Gainsbourg (1982) - cortometraggio
- Una domenica in campagna (Un dimanche à la campagne), regia di Bertrand Tavernier (1984)
- Souvenirs souvenirs, regia di Ariel Zeitoun (1984)
- Signé Charlotte, regia di Caroline Huppert (1985)
- Round Midnight - A mezzanotte circa ('Round Midnight), regia di Bertrand Tavernier (1986)
- I delitti della via Morgue (The Murders in the Rue Morgue), regia di Jeannot Szwarc (1986) (TV)
- Saxo, regia di Ariel Zeitoun (1987)
- Il quarto comandamento (La passion Béatrice), regia di Bertrand Tavernier (1987)
- Little Dorrit, regia di Christine Edzard (1988)
- L'amico ritrovato (Reunion), regia di Jerry Schatzberg (1989)
- La vita e niente altro (La vie et rien d'autre), regia di Bertrand Tavernier (1989)
- Lacenaire, regia di Francis Girod (1990)
- December Bride, regia di Thaddeus O'Sullivan (1991)
- Chopin amore mio (Impromptu), regia di James Lapine (1991)
- Occhi nel buio (Afraid of the Dark), regia di Mark Peploe (1991)
- L'uomo della stazione (The Railway Station Man), regia di Michael Whyte ([992]
- Max & Jeremie devono morire (Max & Jeremie), regia di Claire Devers (1992)
- Double Vision, regia di Robert Knights (1992) (TV)
- La reina de la noche, regia di Arturo Ripstein (1994)
- La guerra dei bottoni (War of the Buttons), regia di John Roberts (1994)
- All Men Are Mortal, regia di Ate de Jong (1995)
- Duello tra i ghiacci (North Star), regia di Nils Gaup (1996)
- L'orco (Der Unhold), regia di Volker Schlöndorff (1996)
- Victory, regia di Mark Peploe (1996)
- Soho (Mojo), regia di Jez Butterworth (1997)
- The Fifth Province, regia di Frank Stapleton (1997)
- The Commissioner, regia di George Sluizer (1998)
- Le clone, regia di Fabio Conversi (1998)
- Shooting the Past, regia di Stephen Poliakoff (1999) (TV)
- Les collègues, regia di Philippe Dajoux (1999)
- C'est pas ma faute!, regia di Jacques Monnet (1999)
- About Adam, regia di Gerard Stembridge (2000)
- The Day the Ponies Come Back, regia di Jerry Schatzberg (2000)
- Fleur à la bouche, regia di Hervé Icovic (2001) - cortometraggio
- Che fame!!! (J'ai faim!!!), regia di Florence Quentin (2001)
- Retour en ville, regia di Karim Canama (2002) - cortometraggio
- Avant l'oubli, regia di Augustin Burger (2005)
- Zaïna, cavalière de l'Atlas, regia di Bourlem Guerdjou (2005)
- Les Européens, episodio Songe d'un jour d'été, regia di Gerard Stembridge (2006)
- Très bien, merci, regia di Emmanuelle Cuau (2007)
- Alarm, regia di Gerard Stembridge (2008)
- L'occhio del ciclone - In the Electric Mist, regia di Bertrand Tavernier (2009)
- La princesse de Montpensier, regia di Bertrand Tavernier (2010)